# Wenden (pommersches Adelsgeschlecht)

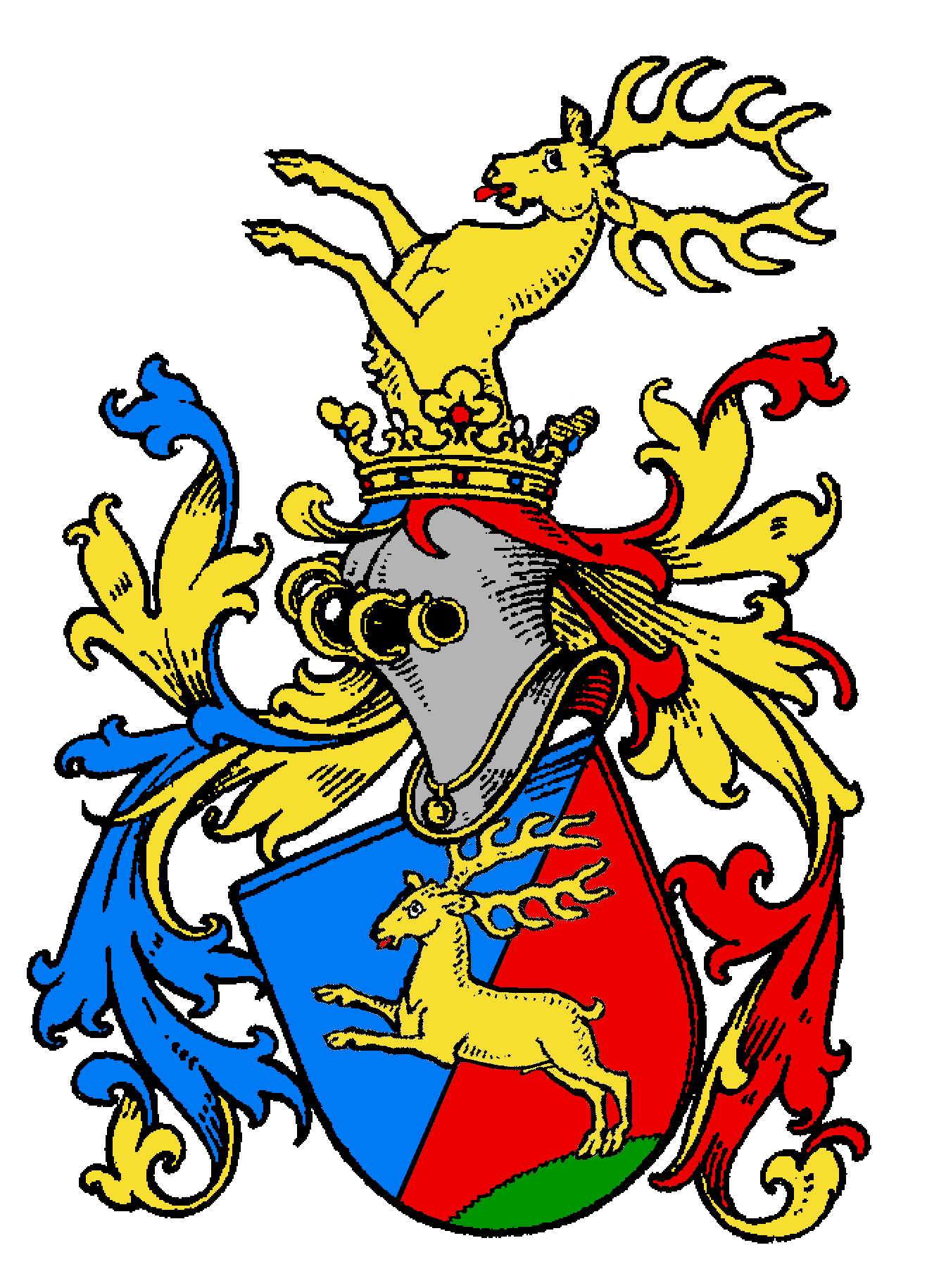
Wappen derer von Wenden

Wenden ist der Name eines pommersch-preußischen Adelsgeschlechts.
Es besteht keine Stammesverwandtschaft zu dem gleichnamigen
braunschweigisch-livländischem Adelsgeschlecht von Wenden, welches 1867 erloschen ist.

## Geschichte
Die sichere Stammreihe der Familie beginnt um 1500 mit Matthäus Wendt, Bürger, Seidenhändler und Altermann der Kramerinnung in Stargard. Am 14. November 1699 wurde in Wien durch Kaiser Leopold I. der kurfürstlich brandenburgische Hofgerichtsrat und Bürgermeister von Stargard, Dr. jur. utr. Matthias Wendt (1645–1718), erbgesessen auf Neuengrape und Buchholz, mit dem Prädikat von Wendten in den rittermäßigen Reichsadelsstand gehoben. Die preußische Anerkennung als Wendt v. Wenden erfolgte durch außerordentliche Kabinettsorder vom 12. Dezember 1701 mit Diplom, ausgestellt in Oranienburg vom 27. Oktober 1702, jedoch auf den Namen v. Wenden. Söhne der Familie ergriffen im 18. überwiegend die Laufbahn zum Rat am preußischen Hof, dann im 19. Jahrhundert überwog die Offizierslaufbahn in der preußischen Armee. Ein Familienverband wurde am 23. Juli 1902 begründet.

## Historischer Güterbesitz
Die Familie hatte teilweise bereits vor ihrer Nobilitierung, mehr noch danach umfangreichen Güterbesitz in Pommern an sich gebracht. So besaß bereits der Stifter des Adelsgeschlechtes kumuliert ca. 5500 ha. In Familienbesitz waren: Bonin, Dargen, Goldbeck, Griebnitz, Hufenberg, Kahlberg, Koppelberg, Priddargen, Sassenburg, Schmuckenthin und Stepen im Kreis Fürstenthum; Brüsewitz, Burow, Cunow und Lentz im Kreis Saatzig; Bucholz und Großenhagen im Kreis Naugard; Neu Grape und Schönow im Kreis Pyritz; Jatzel im Kreis Greifenberg; Groß Raddow und Zeitlitz im Kreis Regenwalde; Groß Voldekow im Kreis Belgard; Brünken im Kreis Greifenhagen sowie Pützerlin und Klempin im Kreis Kolberg-Körlin.

## Wappen

Wappen derer von Wenden

Das Wappen (1699) zeigt im von Blau und Rot schräglinks geteiltem Schild auf grünem Hügel einen goldenen springenden Hirsch. Auf dem Helm mit rechts blau-goldenen und links rot-goldenen Decken der Hirsch wachsend.